# Цвятко Бобошевски
Цвятко Петров Бобошевски е български политик от Демократическия сговор и юрист, министър на търговията, промишлеността и труда (1923 – 1924, 1926 – 1930) и на правосъдието (1924 – 1926) в правителствата на Александър Цанков и Андрей Ляпчев. След Деветосептемврийския преврат през 1944 година сътрудничи на комунистическия режим и е назначен за регент на малолетния цар Симеон II.

## Биография
Цвятко Бобошевски е роден на 20 август (8 август стар стил) 1884 година във Враца в семейството на заможен търговец. До V клас учи в родния си град, а VI и VII клас завършва с отличен успех Софийската мъжка гимназия. През 1906 година завършва право в Париж и до 1923 г. е адвокат във Враца.
Бобошевски става член на Народната партия, а след нейното вливане в Обединената народно-прогресивна партия през 1920 година е секретар на новосъздадената организация. Като един от малкото водачи на Конституционния блок, които са на свобода през пролетта на 1923 година, той участва активно в подготовката на Деветоюнския преврат.
След преврата Цвятко Бобошевски е министър на търговията промишлеността и труда в първото и второто правителство на Александър Цанков. Заедно с повечето представители на Обединената народно-прогресивна партия той се присъединява към новосъздадената партия Демократически сговор. В края на 1924 година при размествания в кабинета на Цанков заема поста министър на правосъдието. След отстраняването на Цанков в началото на 1926 година Бобошевски остава в правителството като министър на търговията, промишлеността и труда в първия и втория кабинет на Андрей Ляпчев.
Цвятко Бобошевски подкрепя Деветнадесетомайския преврат през 1934 година и през 1934 – 1936 година е председател на държавната Българска ипотекарна банка. През следващите години се противопоставя на обвързването на България с Германия, а през август 1944 година става безпартиен член на прокомунистическия Отечествен фронт. След последвалия Деветосептемврийски преврат е назначен за регент, заедно с Венелин Ганев и Тодор Павлов. Той остава на този пост до премахването на монархията през 1946 година, като сътрудничи на доминираното от Българската комунистическа партия правителство.
Цвятко Бобошевски умира на 21 декември 1952 година в София. На погребението правителството на Вълко Червенков му отдава почест като на виден държавник.